# 达岛县

达岛县地图

达岛县（英語： 馬來語：）是砂拉越民都鲁省其中一个县，总面积有4,945.85平方公里，人口约有30,000人（2010年人口普查）。达岛县里有一条河流：达岛河（Sungai Tatau），是上游地区居民的主要交通道路，陆路交通至今还无法到达县里的一些上游地区。

## 传说与历史
在達雅族语里，“达岛”意思是「不知道」，同时也是一个少数民族的族名-达岛族。
相传，达岛族的祖先和其妻子是由鬼魅变成的。他们迁移定居在达岛河的上游区，那时他们还是茹毛飲血，后来生了一个儿子名为达岛（Tatau）。达岛在深林里遇见了一名由野果变成的少女名叫瑪隆，随后便与她成亲。之后他们的子女都通过兄妹通婚，逐渐繁衍了一个民族。
后来加央族（Kayan）迁移到该区，而达岛族曾多次为了捍卫自己的村落与加央族战争。屡次败北的达岛族从达岛河河口退守到内陆的萨河（Sungai Sap），还有一部分人到达岛河上游的加固山区。因为地势险要，所以达岛族与加央族都一直分不出胜负，而最后结盟，和平共处。随后普南族才迁徙至此。
另一个传说是早在汶萊苏丹的统治下，已有商人到村里进行买卖。相传，有一位来时文莱的马来商人来到当地以铜锣，坛及银器与当地居民换取造船用的日鲁东樹的凝胶樹脂。其中有一位达岛族因为嫉妒那位商人，而在商人归途中杀害了他。商人在临死前诅咒了达岛全族会遭灭族的厄运。

## 经济
达岛县里的经济来源有两个：木材业及农业。县里主要经济是基于木材业，而农业在县是稳步增长但相对较小，油棕，藤与胡椒是主要的农业产品。

## 人口分布
在达岛县里有一群少数民族的名称与县名是相同的，也叫达岛，他们是达岛族（Tatau）。
县里最多人口的伊班族居住分布比较散，而大多居住在乡郊地区。相反的，马来人与马兰诺族都集中在达岛镇上和瓜拉达岛（Kuala Tatau）。同样的华人多数也集中居住在县城里。另外还有少数的乌鲁人（Orang Ulu）如：肯雅族（Kenyah），加央族（Kayan），达岛族（Tatau），本南族（Penan）和普南族（Punan），和伊班族相比，他们居住的更为分散。他们多数都居住在县里的深郊区如：南嘉桃（Nanga Tau）, 瓜拉巴吉遥（Kuala Baggiau） 及双溪阿纳（Sungai Anap）。
县里大约有10%的人口是印尼外劳。